# Unchained (보아의 EP)
《Unchained》는 가수 보아가 2018년 3월 14일에 일본에서 발매한 미니 앨범이다. 2013년 발매된 <Only One>을 비롯해 최신곡 <私このままでいいのかな>까지 총 5곡을 Unchained 투어 버젼으로 새롭게 믹스하여 수록하였다. CD반과 CD+DVD반 2종으로 구성되어 있다. 2월14일에 발매된 일본 정규9집 DVD반에 수록되지않은 앨범 리드곡인 "私このままでいいのかな"의 뮤직비디오와 메이킹이 DVD에 수록되었다.

## 활동 목록
| (Title Track) - |                               |              |
| 2018년 3월 14일 | CD+DVD반 한정 판매            | 소울샵, 뮤모 |
| 2018년 3월 15일 | BoA THE LIVE 2018 ~Unchained~ | 삿포로       |
| 2018년 3월 21일 | BoA THE LIVE 2018 ~Unchained~ | 후쿠오카     |
| 2018년 3월 23일 | BoA THE LIVE 2018 ~Unchained~ | 나고야       |
| 2018년 3월 30일 | BoA THE LIVE 2018 ~Unchained~ | 오사카       |
| 2018년 3월 31일 | BoA THE LIVE 2018 ~Unchained~ | 오사카       |
| 2018년 4월 3일  | BoA THE LIVE 2018 ~Unchained~ | 도쿄         |
| 2018년 4월 4일  | BoA THE LIVE 2018 ~Unchained~ | 도쿄         |

## 트랙 리스트
| #  | 제목                                        | 재생 시간 |
| -- | ------------------------------------------- | --------- |
| 1. | 〈close to me (Unchained Ver.)〉            |           |
| 3. | 〈Only One (Unchained Ver.)〉               |           |
| 4. | 〈FLY (Unchained Ver.)〉                    |           |
| 5. | 〈私このままでいいのかな (Unchained Ver.)〉 |           |

DVD
1. 私このままでいいのかな –Music Video-
2. 私このままでいいのかな –Music Video Making Clip-